# 軒轅姓
軒轅姓，為漢字複姓，在《百家姓》中排名第431位。軒轅這一姓來源相當古老，最早來自於黃帝，因黃帝居於軒轅之丘，後代一部分子孫便以軒轅為姓氏，称“轩辕氏”。這個姓氏目前仍有使用。

## 延伸阅读
[在维基数据编辑]
 《百家姓》
 《欽定古今圖書集成·明倫彙編·氏族典·軒轅姓部》，出自陈梦雷《古今圖書集成》